# Igor Matovič
Igor Matovič (Trnava, 11 de mayo de 1973) es un político eslovaco que se desempeñó como primer ministro de Eslovaquia entre 2020 y 2021. Fue miembro del Consejo Nacional y es el fundador y líder del partido Gente Común (OĽaNO). 
Inició su carrera política en las elecciones parlamentarias de 2010 con el partido Libertad y Solidaridad (SaS). Se desligó del partido en febrero de 2011, cuando el partido apoyó las restricciones propuestas por la oposición de Smer a la doble nacionalidad.
En 2020, el partido de Matovič ganó las elecciones parlamentarias, y el 4 de marzo de 2020 fue designado por la presidenta Zuzana Čaputová como el nuevo primer ministro de Eslovaquia.  Asumió el cargo el 21 de marzo.
El 24 de julio de 2020 ha superado la moción de censura presentada contra él por el escándalo del plagio de su tesina de fin de máster.
El 30 de marzo de 2021 presentó su renuncia para cerrar una crisis política. Ésta se desencadenó por su decisión de comprar vacunas Sputnik V contra el coronavirus sin consultar a sus socios de coalición.